# Chondrosia
Chondrosia is een geslacht van sponsdieren uit de klasse van de Demospongiae (gewone sponzen).

## Soorten
- Chondrosia chucalla de Laubenfels, 1936
- Chondrosia collectrix (Schmidt, 1870)
- Chondrosia corticata Thiele, 1900
- Chondrosia debilis Thiele, 1900
- Chondrosia plebeja Schmidt, 1868
- Chondrosia ramsayi Lendenfeld, 1885
- Chondrosia reniformis Nardo, 1847
- Chondrosia reticulata (Carter, 1886)
- Chondrosia rugosa Hentschel, 1909
- Chondrosia tenochca Carballo, Gomez, Cruz-Barraza & Flores-Sanchez, 2003